# Amazonina impunctata
Amazonina impunctata är en kackerlacksart som beskrevs av Rocha e Silva 1955. Amazonina impunctata ingår i släktet Amazonina och familjen småkackerlackor. Inga underarter finns listade i Catalogue of Life.